# 프로바비큐어
Sports Barbecue / Professional Barbecuer
2009년 사단법인 대한아웃도어바비큐협회가 설립되면서 2010년 영동 아마추어 바비큐 경기대회를 시작으로 2012, 2013년 남원초청바비큐경기대회, [2013 한돈컵 코리아오픈 천안바비큐 챔피언쉽] 경기를 실시해 오면서 바비큐의 스포츠화는 시작되었고 2013년 tvN에서 방송된 '크리에이티브 코리아'라는 창직 서바이벌 프로그램에 경쟁자로 출연한 [대한아웃도어바비큐협회] 회장인 차영기에 의해 최종 Top5까지 진출하면서 '프로바비큐어Professional Barbecuer'라는 새로운 직업을 창직하고 공인받는 계기가 되었다.
```

'크리에이티브 코리아' tvN창직서바이벌 프로그램 출연 최종 Top5 진출, '프로바비큐어' 창직

2010 영동아마추어바비큐컨테스트

이후, 2016년 포천, 이천, 2017년 여주대회 등 코리아 오픈 바비큐 챔피언쉽의 형태로 규모 있는 경기를 실시해 오면서 스포츠 바비큐 문화를 공고히 하고 있다.
```

국내 스포츠 바비큐 경기대회 개최 현황
- 2010 영동 아마추어 바비큐 컨테스트
- 2010 문경 한돈 저지방부위 경기대회
- 2012 남원 초청 바비큐 경기대회(남원시)
- 2013 남원 초청 바비큐 경기대회(남원시)
- 2013 가평 자라섬 리듬 앤 바비큐 페스티벌
- 2013 국제 바이크 캠핑 페스티벌(한국관광공사)
- 2013 코리아오픈 천안 바비큐 챔피언쉽
- 2014 제1회 전국 아웃도어 민속놀이 경기대회
- 2015 홍성 아웃도어 바비큐 카니발
- 2016 코리아 바비큐 마스터즈 포천대회
- 2016 코리아 바비큐 마스터즈 이천대회
- 2017 코리아 바비큐 마스터즈 여주대회
이미 미국에서는 1959년부터 Competition형태의 바비큐 경기대회가 대중화되었고 연간 수백개의 대회가 진행되고 있다.
이것이 대한민국에서 세계 최초의 스포츠 바비큐 Sports Barbecue로 발전해 자리를 잡게 된 것이고 스포츠 바비큐의 중심에 프로바비큐어가 있는 것이다.
프로선수 양성과정은 한국직업능력연구원(구,한국직업능력개발원)에 자격과정을 등록하고 사단법인 대한아웃도어바비큐협회 주관으로 운영되고 있다. 
프로바비큐어는 스포츠 바비큐의 중심에서 새로운 문화와 산업을 만들어 가는 중추적 역할을 한다.
[프로바비큐어]라는 자유직업은 4차 산업혁명이후 도래할 변화에 적합한 직업군으로 새롭게 조명 받으며 부상하고 있다.  

자격과정 검색사이트 :
한국직업능력연구원 자격검색 / 참고 사이트 https://www.pqi.or.kr